# Bloody Sunday (Film)
Bloody Sunday ist ein halbdokumentarisches Filmdrama von Paul Greengrass, das zuerst 2002 in Großbritannien beim Sender Independent Television ausgestrahlt wurde.
Der Film beschäftigt sich mit dem nordirischen Blutsonntag von 1972, bei dem britische Fallschirmjäger 27 irische Demonstranten niederschossen. Das Drehbuch entstand nach dem Buch Eyewitness Bloody Sunday von Don Mullan.

## Handlung
Ivan Cooper ist Abgeordneter im Nordirischen Parlament. Obwohl er Protestant ist, setzt er sich für die Bürgerrechte katholischer Iren ein und ist Anführer einer friedlichen Bürgerrechtsbewegung. Diese organisiert für den 30. Januar 1972 eine Demonstration durch die nordirische Stadt Derry. Obwohl die Organisatoren explizit auf ihre rein friedlichen Absichten hinweisen, werden britische Fallschirmjäger bereitgestellt, um „Ausschreitungen von Hooligans“ zu unterbinden.
Als die Demonstration beginnt, ziehen die Bürgerrechtler We-Shall-Overcome-singend los. Unter ihnen sind jedoch auch gewaltbereite Jugendliche, die den Hauptzug verlassen und britische Polizisten, die für Sicherheit sorgen sollen, mit Steinen bewerfen. Diese wehren sich zunächst mit Tränengas, Wasserwerfern und Gummigeschossen. Cooper versucht, die Jugendlichen zum weiterhin friedlichen Hauptzug zurückzubringen; die Fallschirmjäger werden vom Einsatzleiter zurückgehalten, damit die Lage nicht eskaliert.
Schließlich werden auch einige der Fallschirmjäger von Demonstranten mit Steinen angegriffen, die Soldaten wollen auch Schüsse gesehen haben. Sie feuern mit scharfer Munition zurück, und jetzt eskaliert der Konflikt vollends. Es gibt die ersten Toten auf Seiten der Demonstranten. Der Kommandant der Fallschirmjäger gibt eigenmächtig den Befehl zum Angriff. Davon sind zunächst nur die tatsächlich gewalttätigen Jugendlichen betroffen, doch als diese in Richtung des friedlichen Hauptzuges fliehen, geraten auch die Bürgerrechtler in die Schusslinie.
Am Ende des Tages sind 13 irische Demonstranten tot, 14 schwer verletzt. Die britische Armee dementiert jegliche Schuld. Ivan Cooper, selbst unter Schock, versucht die Angehörigen zu trösten. Währenddessen erklären die beteiligten britischen Militärs, dass sie sich nur gegen die Gewalt der Iren gewehrt hätten und ihre Aktionen absolut notwendig gewesen seien. Cooper gibt noch am Ende des Tages eine Pressekonferenz, in der er erklärt:
„I just want to say this to the British Government... You know what you’ve just done, don’t you? You’ve destroyed the civil rights movement, and you’ve given the IRA the biggest victory it will ever have. All over this city tonight, young men... boys will be joining the IRA, and you will reap a whirlwind.“
Deutsch: „Ich will der britischen Regierung nur Folgendes sagen... Ihr wisst, was ihr gerade getan habt, oder? Ihr habt die Bürgerrechtsbewegung zerstört und der IRA den größten Erfolg beschert, den sie je haben wird. In der ganzen Stadt werden heute Abend junge Männer... Kinder der IRA beitreten und den Sturm bringen, den ihr gesät habt.“

## Umsetzung
Im deutschen Kino wurde der Film zuerst am 7. Februar 2002 auf der Berlinale gezeigt, wo er den Goldenen Bären gewann. Regulärer Kinostart war am 20. Dezember 2004. Über ein Jahr später, am 13. Februar 2006, wurde er im Programm von ARTE ausgestrahlt. Eine deutsche Synchronisation gab es zunächst nicht, der Film lief mit Untertitel. Kinostart der synchronisierten deutschen Fassung war schließlich am 13. November 2008.
Der Soundtrack von Bloody Sunday besteht nur aus dem Lied Sunday, bloody Sunday von U2, das während des Abspanns gespielt wird. Sonst gibt es keine Musik, dafür aber viele Soundeffekte. Die Akzente der Darsteller sind teilweise so stark, dass sogar englischsprachige Zuschauer auf Untertitel zurückgreifen müssen.
Um den Film so authentisch wie möglich zu machen, wurden keine Extra-Lichter und im ganzen Film nur eine flexible Handkamera benutzt, so dass Bloody Sunday teilweise wie ein Dokumentarfilm wirkt.
Beim Schreiben des Drehbuchs und auch bei den Dreharbeiten wurden etliche reale Zeugen befragt, was die Authentizität des Films noch einmal erhöht. So unterstützte der reale Ivan Cooper den Schauspieler James Nesbitt, der ihn spielen sollte, bei der Umsetzung seiner Rolle.

## Kritiken
Der Film wurde vor allem für seine realistische Darstellung und Authentizität gelobt. Es werde neutral und sachlich das Geschehen geschildert, vor allem die Darstellung der Gewaltspirale am Bloody Sunday sei dem Regisseur gelungen.
„Selten wurde im Kino so nahe am Geschehen inszeniert. Selten war die filmische Wiedergabe tragischer politischer Ereignisse so dicht, so unmittelbar, so ergreifend, so revoltierend, so abstoßend und so herzergreifend wie in Bloody Sunday, der die Geschichte vom blutigen Ende eines friedlichen Marsches für Bürgerrechte erzählt.“
„Authentizität ist der Schlüssel zum Geheimnis. Authentizität durch eine Kameraführung, die immer mittendrin ist – in der Menschenmenge, im Militärhauptquartier, in der Familie, in dem kleinsten Raum, den Liebende zwischen sich lassen. Authentizität durch einen Schnitt, der die hektische Angespanntheit, die aufgeregte Vorahnung eines besonderen Tages wiedergibt. Man steigt in die kurzen Szenen ein, als stieße man zufällig in diesem Moment dazu. In eine Besprechung, in eine Liebesszene, in die Trauer um Tote, in die von allen Zügeln befreite Truppe von Paramilitärs. Diese Verknüpfung von Kameraführung und Schnitt, die an Livereportagen erinnert, garantiert den Eindruck, man wäre hautnah dabei, steigert das Mitgefühl und die Betroffenheit über das normale Kinomaß hinaus.“

## Auszeichnungen
- 2002
  - Goldener Bär auf der Berlinale 2002 (zusammen mit Chihiros Reise ins Zauberland)
  - In Spirit for Freedom Award auf dem Jerusalem Filmfestival
  - Sundance Film Festival
    - Publikumspreis (Bester ausländischer Film)

  - British Independent Film Award für James Nesbitt
  - Stockholm International Film Festival
    - Auszeichnung als Bester Schauspieler für James Nesbitt

  - Golden Hitchcock des Dinard British Film Festival

Der Film konnte nicht am Oscar-Wettbewerb 2003 teilnehmen, da er gegen die dritte Academy-Regel verstoßen hatte: Weniger als ein halbes Jahr nach der Uraufführung in einem Londoner Kino war er bereits im britischen und irischen Fernsehen ausgestrahlt worden.